# Фиах Макхью О’Бирн
Фиах Мак Аодха Уа Бройн (Фиах Макхью О’Бирн) (ирл. Fiach mac Aodha Ó Broin, англ. Fiach McHugh O'Byrne; 1534 — 8 мая 1597) — ирландский племенной вождь, лорд Ранелага и лидер клана Уи Бройн, или клана О’Бирн во время окончательного завоевания англичанами Ирландии.

## Предыстория
Во время правления английской королевы Елизаветы I О’Бирны контролировали территорию в горах Уиклоу к югу от Дублина, занимавшую около 153 000 акров (620 км2). Крепость Ранелагских О’Бирнов лежала к югу, в Баллинакоре в долине Гленмалур, где они держали форт рядом с бродом и замок в Драмките (ныне входящий в Баллинакор-хаус). Территория включала дубовый лес Шиллейла и часть графства Уэксфорд.
Килтимонская, Даунская, Клонеройская и Ньюратская ветви клана О’Бирн в целом были лояльны английской короне, получив по английскому праву первородство и систему «капитуляции и регранта». Ранелагские О’Бирны были непокорны и могли выставить на поле боя сотню бойцов, создавая постоянную угрозу власти Тюдоров в пределах Пейла посредством набегов.
Территория О’Бирна находилась под номинальной властью шерифа, но в 1562 году задача наведения порядка в пограничной зоне была возложена на английского капитана.

## Ранняя карьера
В 1569 году Ранелагские О’Бирны под предводительством отца Фиаха, Хью, оказали помощь мятежникам во время восстания Десмондов. Фиах (по-ирландски «Ворон») помог сбежать заключенному Эдмунду Батлеру, когда тот упал с веревки, карабкаясь с зубчатой стены Дублинского замка. После этого он проявил себя хитрым и умелым, и в конечном счете выступил против английской династии Тюдоров в Ирландии.
В 1572 году Фиаху было предъявлено обвинение в соучастии в убийстве Роберта Брауна из Малкранана, зятя сенешаля графства Уэксфорд сэра Николаса Уайта. Командующий войсками короны в Уиклоу возглавил карательную экспедицию, захватив горца и заставив его с риском для жизни вести войска короны в самое сердце территории О’Бирна, где были сожжены шестнадцать деревень и сотни убиты. Фиах сбежал, потеряв двух сестер и двух приемных братьев. В отместку он повел 400 человек в набеги на деревни в Уэксфорде, сумев отступить в Гленмалур после того, как он ускользнул от войск сенешаля. Но в августе он отказался от опеки над первым убийцей в обмен на помилование и штраф в 20 марок.
При правительстве сэра Генри Сидни шурин О’Бирн поддержал своего собственного зятя Рори О’Мора, претендента на титул лорда Лейкса, который поднял восстание в 1577 году. В кровавой схватке с сэром Джоном Харрингтоном многие из домочадцев О’Мора были убиты, хотя королевские войска пощадили сестру О’Бирна. После смерти О’Мора О’Бирн взял сына мятежника на обучение в Баллинакор, который к тому времени превратился в военную академию.
Фиах О’Бирн состоял в переписке с Джеральдом Фицджеральдом, 15-м графом Десмондом, и поддерживал связь с Джеральдом Фицджеральдом , 11-м графом Килдэром, которому он оказал большую услугу, повесив важного свидетеля, когда Килдэр находился под правительственным следствием. О’Бирны продолжали свои набеги на крупный рогатый скот, пока Фиах не подчинился в начале 1579 года в Кафедральном соборе Крайст-черч в Дублине, где он дал клятву верности и признал власть королевского правительства. Эта череда облав и помилований продолжалась еще некоторое время.

## Восстания Десмонда
В 1579 году, сменив отца на посту предводителя о’Бирнов, Фиах присоединился к Джеймсу Юстасу, виконту Балтингласу, несмотря на историю взаимной вражды между их семьями, — во время Второго восстания Десмондов. Летом 1580 года граф Десмонд бежал из Манстера в графство Куинс (с помощью О’Моров), где он присоединился к О’Бирнам у границы Уиклоу. В августе Фиах присоединился к клану Каванах, чтобы устроить засаду королевским войскам в Идроне (графство Карлоу): ирландцы пробились через территорию и, сожгли поместье, убив тех членов клана Каванах, которые подчинились власти английской семьи Кэрью.
В том же месяце 1580 года новый лорд-наместник Ирландии Артур Грей, 14-й барон Грей де Уилтон, прибыл с 6-тысячным войском. Он застал страну в нервном состоянии из-за угрозы испанской интервенции в пользу мятежников. Было ясно, что необходимо перекрыть источник многочисленных налетов на окрестности Дублина в радиусе двадцати пяти миль от города. Наступление на провинцию Манстер было ожидаемо, и прежде чем он мог начать свою военную кампанию, Грею пришлось иметь дело с О’Бирнами, чтобы предотвратить их нападение на него с тыла, когда он шел на юг. Кампания завершилась битвой при Гленмалуре.

## Битва при Гленмалуре
В 1580 году лорд-наместник Артур Грей повел свою армию на запад через Пейл, игнорируя некоторых ветеранов, которые просили его отложить запланированную военную кампанию. Он рассчитывал вступить в долину Гленмалур из соседней долины Имаал и напасть на крепость О’Бирна. Англичане планировали выбить врага из его крепости и разгромить его во время преследования. О’Бирн остался в долине Лиффи с Балтингласом, но при приближении армии короны отступил в Гленмалур.
Артур Грей изменил направление и выступил несколько миль на юг, где к нему присоединился граф Килдэр, прежде чем свернуть на восток и совершить трудный подъем в горы. После ссоры между старшими офицерами лорд-наместник Артур Грей послал вперед часть своей армии в королевских ливреях с поднятыми знаменами.
Ирландцы из своего наблюдательного пункта на вершине горы Лугнакилла поднял тревогу, а Артур Грей приказал своим людям спуститься в долину под барабанную дробь. О’Бирн спрятал своих людей в скалистой местности, и английские войска, бросавшиеся в глаза своими красными и синими мундирами, мгновенно обнаружили, когда двигались вдоль русла реки. Продвигаясь между крутыми склонами долины, неопытные английские солдаты попали под град стрел и пуль ирландцев, которые спрятались среди поросших лесом каменистых россыпей по обе стороны от захватчиков. Удивление было огромным, а эффект — катастрофическим. Ирландцы не стали ждать: выстрелы раздались с обеих сторон, и ирландские керны (пехотинцы) спустился, чтобы вступить в рукопашный бой. Войска Грея были разбиты, потеряв сотни человек, и много ценного снаряжения пришлось выбросить. Артур Грей выдвинул свою кавалерию, чтобы остановить преследование и заставить мятежников отступить в долину.
Несмотря на эту тревожную неудачу, Артур Грей был в состоянии разместить гарнизон в этом районе, в надежде, что это удержит Фиаха О’Бирна, но набеги продолжались, даже в пригородах Дублина. В последовавшей за этим кампании О’Бирн действительно понес потери и не смог выбить гарнизон, но он выстоял, даже после того, как английская корона утвердила свое командование в Манстере в 1580 году после резни в Смеруике капитулировавшего папского отряда.
Следующей весной, когда Артур Грей проходил через Уиклоу, О’Бирн выставил свои войска на холмах и выслал отряды, чтобы отрезать отставшие повозки. Он настаивал на том, чтобы предложенные ему условия включали помилование Десмонда и гарантию свободы совести. Но теперь долины так часто посещались коронными войсками, что он был вынужден принять первоначальные условия, и, когда заложники были переданы правительству, он получил свое помилование.

## Тихие времена
В течение нескольких последующих лет Фиах О’Бирн оставался послушным и после смерти графа Десмонда в 1583 году даже принял на своей территории своего старого врага Николаса Уайта, впервые посетившего это место в качестве главного королевского судьи. Он отдал своего дядю и сыновей в заложники новому губернатору, сэру Джону Перроту, который повесил волынщика, посланного О’Бирном после набега на скот, совершенного под дудку волынщика. Кое-кому из заложников удалось бежать, но вскоре О’Бирн предстал перед Перротом в английской одежде и передал ему новых заложников.
В марте 1587 года ирландка, жена английского капитана сэра Томаса Ли, сообщила, что её муж замышляет захватить О’Бирн, и Ли решил расстаться с ней. В 1589 году двадцать два заложника О’Бирна бежали из-под стражи, включая двух сыновей Фиаха и его зятя, одиннадцать из них были пойманы. Покорность О’Бирна оставалась под сомнением, и вскоре его обнаружили нападающим на замок Арклоу в отместку за личное оскорбление.

## Кошки-мышки
В 1592 году Фиах О’Бирн совершил еще один побег из Дублинского замка. Хью Роэ О’Доннелл сбежал из замка в прошлом году, но был схвачен во время бегства. Его вторая попытка увенчалась успехом, и хотя он получил обморожение, О’Доннелл был направлен в Гленмалур, откуда О’Бирн отправил его домой в провинцию Ольстер. Могила Арта О’Нила (сына Шейна О’Нила), товарища по заключению, погибшего во время побега, находится к юго-западу от Гранабега в направлении Гленмалура, в городке Оуквуд.
Фиах О’Бирн снова притих, но Томас Ли настаивал на протяжении всего периода 1594—1596 годов, что О’Бирн предал английскую корону. Лорд-наместник сэр Уильям Рассел организовал против него карательную экспедицию. После рождественских праздников 1594 года Рассел изгнал О’Бирна из Баллинакора и оставил гарнизон в его доме. На подходе к крепостным валам Баллинакора случайно прозвучал барабан, прежде чем войска успели подойти к воротам, что заставило О’Бирна насторожиться, и ворота были защищены, в то время как те, кто находился внутри, бежали в безопасное место. Это был знак того, насколько близко английское колониальное правительство подошло к тому, чтобы приручить нагорья Уиклоу, и за поимку О’Бирна была назначена награда в 150 фунтов стерлингов (или 100 фунтов стерлингов за его голову).
Фиах О’Бирн и его вторая жена Роза О’Тул были объявлены предателями. Через несколько дней пригород Дублина Крамлин был сожжен его зятем, Уолтером Рейгом. Лорд-наместник Уильям Рассел приказал открыть городские ворота и послал кавалерию в погоню, но безрезультатно. В ответ на это в Баллинакоре был построен форт со 100 людьми О’Бирна, и давление на территорию клана усилилось. Уолтер Рейг Фитцджеральд был схвачен и повешен живым в цепях в течение 24 часов, прежде чем быть насаженным на пику.
Уильям Рассел разбил весной лагерь в Шиллелах, охотился, ловил рыбу и принимал головы мятежников, но О’Бирн был неуловим, и он заинтриговал Хью О’Нила, графа Тирона. О’Бирны совершили нападение на Ати, но Фиах осудил этот набег. Примерно в это же время его жена Роза О’Тул была схвачена и, после того как дублинский суд присяжных признал ее виновной в измене, приговорена к смертной казни через сожжение. Её жизнь была сохранена только потому, что она была убеждена передать Фиаху данные о том, что его старший сын Торлах предал его. О’Бирн выдал Торлаха, и тот был казнен.

## Ольстерский альянс
В своих переговорах с Уильямом Расселом, во время перемирия во время Девятилетней Войны, Хью О’Нил включил Фиаха О’Бирна и подкрепил свою точку зрения захватом форта Блэкуотер, который, как говорили, был ответом на кампанию лорда-наместника в Уиклоу. Фиах О’Бирн попросил прощения для себя и своей семьи — исключая самых своенравных сыновей — летом 1596 года, когда он был уже стар и болен. Он предстал на коленях перед советом, заседавшим в Дублине, чтобы просить пощады, и был помилован по прошению королевы. Тем не менее, он был в союзе с Хью О’Нилом, действуя как лейнстерский пункт для повстанческого влияния и поддерживая силы на границах Пейла.
Форт в Баллинакоре был отбит Фиахом О’Бирном, и снова начались атаки на правительственные войска в Уиклоу. Он также вступил в союз с семействами О’Мор, Каванах, О’Коннор и О’Тул, и Рассел считал его гораздо более способным, чем О’Нил. Однако остальные О’Бирны не считались угрозой, клан был разделен, некоторые занялись охотой на Фиаха, и в Ратдауне был построен новый форт.
Зимой Уильям Рассел прочесывал горы, собирая скот и головы. 24 сентября 1596 года он пересек мост у Баллинакор-форда, несмотря на сопротивление ирландцев, и остался на горе со своей кавалерией. Тем временем капитан Томас Ли был послан с отрядом в Фананерин, на западную сторону Гленмалура (то есть в болото Мэннинга в 1 миле (1,6 км) к северу от Гринэйна к северу от реки), где он сжег город, прежде чем вернуться в лагерь. Правительство считало, что Хью О’Нил пытается отвлечь атаки, и поэтому Рассел сделал последний рывок в марте 1597 года, когда он перешел через горы в Фананерин, а затем в Баллинакор и Глен. Там он устроил показательный обед и посвятил в рыцари офицера на том месте, где один из Кэрью был убит во время кампании Грея в 1580 году.
Уильям Рассел отступил, но через два месяца вернулся, получив информацию от северной ветви клана О’Бирн. Его должны были отозвать в Лондон и, похоже, поражение самого О’Бирна стало конечной целью его губернаторства. Снова лорд-наместник прибыл в Фарнанерин (воскресенье, 8 мая 1597 года), и войска сошлись под городом с трех сторон. О’Бирн находился в компании нескольких воинов, которые были убиты при первом же нападении и бежали пешком. Изнеможение вынудило его искать убежища в пещере, где находился капитан Томас Ли. Он был убит солдатами Ли, и его собственный меч был использован, чтобы отрубить ему голову, которая была представлена Расселу перед его возвращением в Дублин на следующий день. Это был последний успех губернатора в Ирландии. Позже Томас Ли встретился в Ратмайнсе с сыном О’Бирна, Фелимом, и поклялся, что убийство было совершено не по его воле.

## Потерянная голова
Труп о’Бирна был разрезан, и в течение нескольких месяцев его голова, ноги и руки висели на посохах из пики на стене над подъемным мостом Дублинского замка. Несколько месяцев спустя замаринованная голова была представлена секретарю Совета в Лондоне английским авантюристом, который был разочарован, обнаружив, что причитающееся О’Бирну серебро уже выплачено в Ирландии. Королева была возмущена тем, что «голову такого низкопробного Робин Гуда торжественно привезли в Англию». Оскорбительный предмет был приготовлен к погребению, но через день или два его нашли в Энфилд-Чейзе, под Лондоном, примостившимся на развилке дерева.

## Потомки
- Торлах, старший сын Фиаха, был казнен 18 июля 1595 года. У него было две дочери.
- Фелим, второй сын Фиаха, был членом парламента от графства Уиклоу и умер в 1630 году. Он женился на Уинифред О’Тул из Каслкевина (дочери Люка), которая умерла в 1628 году. Сыном этой пары был Брайан О’Бирн из Баллинкора, объявленный вне закона в 1652 году. Его сыном был полковник Шейн МакБрайан О’Бирн, служивший в армии Ирландской католической конфедерации в 1640-х годах.

## Наследие
Роль О’Бирна была омрачена рассказами о нем в Девятилетней войне. В июне 1597 года Хью О’Нил атаковал на нескольких фронтах — Каррикфергус, Ньюри и Уэстмит — в отместку за убийство своего союзника. Сыновья о’Бирна, Фелим и Редмонд, пережили своего отца и были активны до конца войны.
По пути на север, в Ольстер, Фелиму поручили командование фортом Блэкуотер. В октябре 1597 года братья вернулись на юг и начали активные боевые действия по приказу Хью О’Нила с войсками под командованием О’Моров. В 1599 году Фелим одержал победу над армией графа Эссекса, и Редмонд вернулся в ряды О’Нила. Война закончилась заключением Меллифонтского договора, и в 1606 году Фелим и Редмонд получили в дар земли, оставшиеся им в наследство от отца.
Именно под покровительством Фиаха Макхью О’Бирна была составлена часть «Книги О’Бирна», сборника гэльских стихов. Копия рукописи была продана на аукционе в Дублине в 2000 году.
Фиа Макхью О’Бирн прославляется в песне Пи Джея Маккола «Follow me up to Carlow».
«Маршевая песня Fiach Mac Hugh» ирландской фолк-метал-группы Cruachan из их альбома Blood for the Blood God посвящена маршу в Карлоу группы Фиаха О’Бирна.